# Oannes
Oannes és una criatura de la mitologia mesopotàmica que es representa com una barreja de peix i home, amb dos caps, un animal i un d'humà. És un monstre que va ensenyar els primitius habitants de la Terra diverses tècniques per assolir la civilització. En algunes tradicions s'assimila a un dels savis del mite d'Adapa. Passava el dia entre els humans i la nit entre les aigües segons la seva doble naturalesa. A Eridu els sacerdots tenien un ritus que duien a terme disfressats de peix per honorar aquesta figura.